# 火桐属
火桐属（学名：Erythropsis）是梧桐科下的一个属，现为梧桐属，为落叶乔木植物。该属共有约8种，分布于热带亚洲和非洲。本属约有8种，分布在亚洲热带和非洲热带。中国有3种，产云南、广西和广东。